# Aleksandar Stipčević
Aleksandar Stipčević (Arbanasi, Zara, Reino de Italia, 1930 — Zagreb, Croacia, 2015) fue un arqueólogo e historiador croata especializado en el estudio de los ilirios, a los que dedicó su obra fundamental, publicada en 1974, Iliri, vinculados con la cuestión del origen de los albaneses y su idioma. Ejerció como profesor titular en la Universidad de Zagreb desde 1987 hasta su jubilación en 1997. También fue editor jefe del segundo volumen del Diccionario biográfico croata (1983–1989). La República de Albania condecoró a Stipčević con la medalla Naim Frasheri y con la Orden de Skanderbeg.